# Saint-Macaire-en-Mauges
Saint-Macaire-en-Mauges ist eine Ortschaft und eine Commune déléguée in der französischen Gemeinde Sèvremoine mit 7.425 Einwohnern (Stand 1. Januar 2022) im Département Maine-et-Loire in der Region Pays de la Loire.  Die Einwohner werden Macairois(es) genannt.
Mit Wirkung vom 15. Dezember 2015 wurden die Gemeinden Le Longeron, Montfaucon-Montigné, La Renaudière, Roussay, Saint-André-de-la-Marche, Saint-Crespin-sur-Moine, Saint-Germain-sur-Moine, Saint-Macaire-en-Mauges, Tillières sowie Torfou zu einer Commune nouvelle mit dem Namen Sèvremoine zusammengelegt. Die Gemeinde Saint-Macaire-en-Mauges gehörte zum Arrondissement Cholet sowie zum Kanton Saint-Macaire-en-Mauges.

## Geografie
Saint-Macaire-en-Mauges liegt etwa zehn Kilometer nordwestlich von Cholet in der Landschaft Mauges. Am nördlichen Ortsrand verläuft das Flüsschen Avesne.
Die Verkehrserschließung erfolgt durch die Route nationale 249.

## Bevölkerungsentwicklung
| Jahr      | 1962 | 1968 | 1975 | 1982 | 1990 | 1999 | 2006 | 2011 |
| Einwohner | 3486 | 3859 | 4850 | 5413 | 5543 | 5687 | 6424 | 6970 |

## Sehenswürdigkeiten
- Kapelle Bernadière (Saint-Jean-Baptiste), in der zweiten Hälfte des 15. Jahrhunderts errichtet,  seit 1989 Monument historique
- Kapelle Sainte-Marguerite
- Lourdesgrotte
- Der Grande Pierre levée de la Bretellière ist ein Menhir in Saint-Macaire-en-Mauges.

## Weblinks

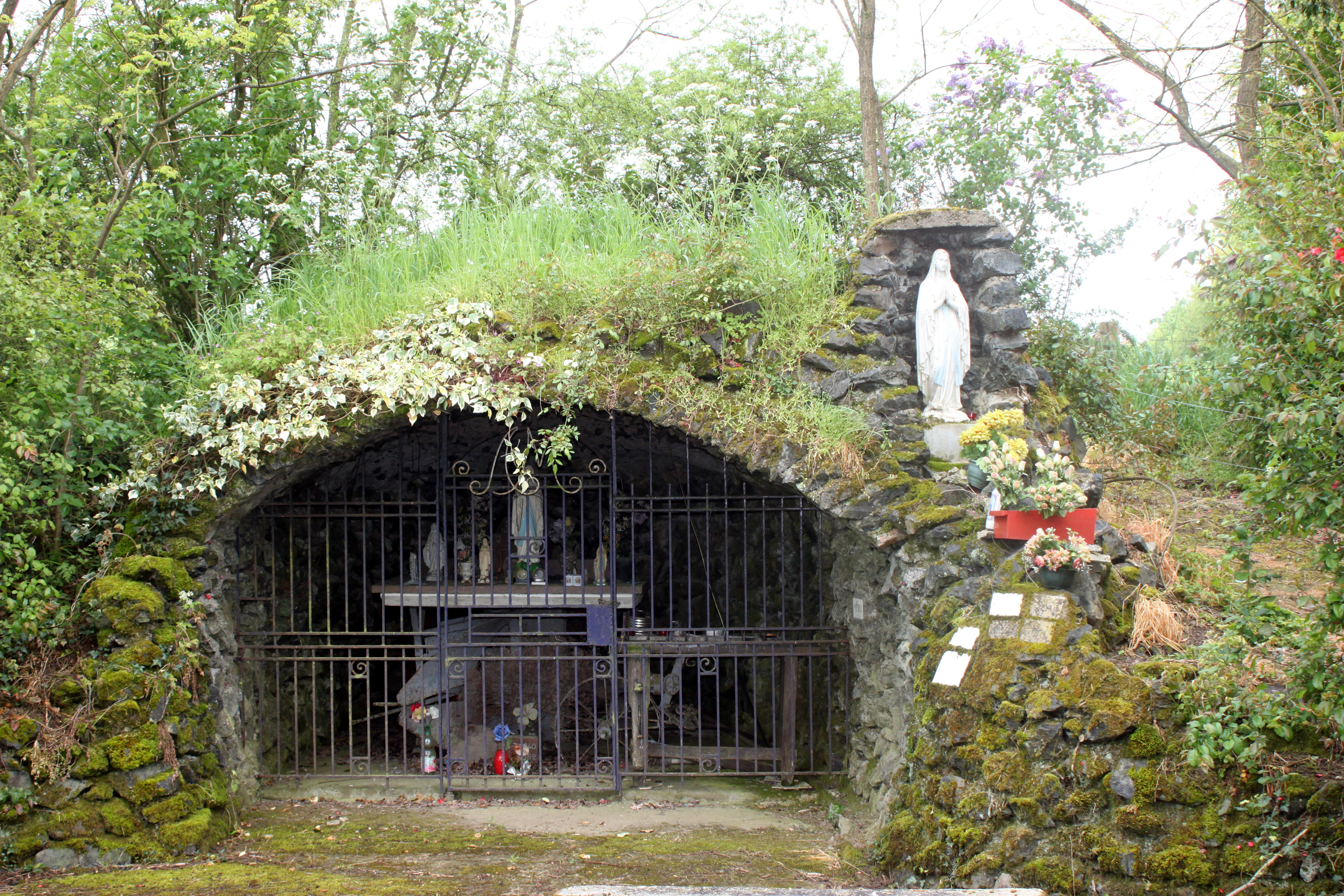
Lourdesgrotte